# François Clément (historien)
Pour les articles homonymes, voir François Clément et Clément.
François Clément est un historien et arabisant français spécialiste de l'Espagne musulmane. Il est maître de conférences et directeur du département d'Études arabes à l'université de Nantes.

## Publications
- La province arabe de Narbonne au VIIIe siècle, La France vue par un voyageur arabe au Xe siècle, Des musulmans à Montpellier au XIIe siècle ?, Les esclaves musulmans en France méridionale aux XIIe – XVe siècles, dans Mohammed Arkoun (dir.), Histoire de l'islam et des musulmans en France du Moyen Âge à nos jours, Albin Michel, Paris, 2006

- Pouvoir et légitimité dans l'Espagne musulmane à l'époque des taifas (Ve/XIe siècle). L'imam fictif, préface de Pierre Guichard, L'Harmattan, Paris, 1997